# Подсобное Хозяйство (Смоленская область)
Подсо́бное Хозя́йство — деревня  в  Смоленской области России,  в Сафоновском районе. Население – 56 жителей (2007 год)  .  Расположена в центральной части области к западу от города Сафонова, в 1 км южнее автодороги М1 «Беларусь».  В 2,5 км юго-западнее деревни железнодорожная станция Максимово на линии Москва — Минск.  Входит в состав Вышегорского сельского поселения.

## Экономика
Сельхозпредприятие, магазин .